# 1944 год в науке
В 1944 году были различные научные и технологические события, некоторые из которых представлены ниже.

## События

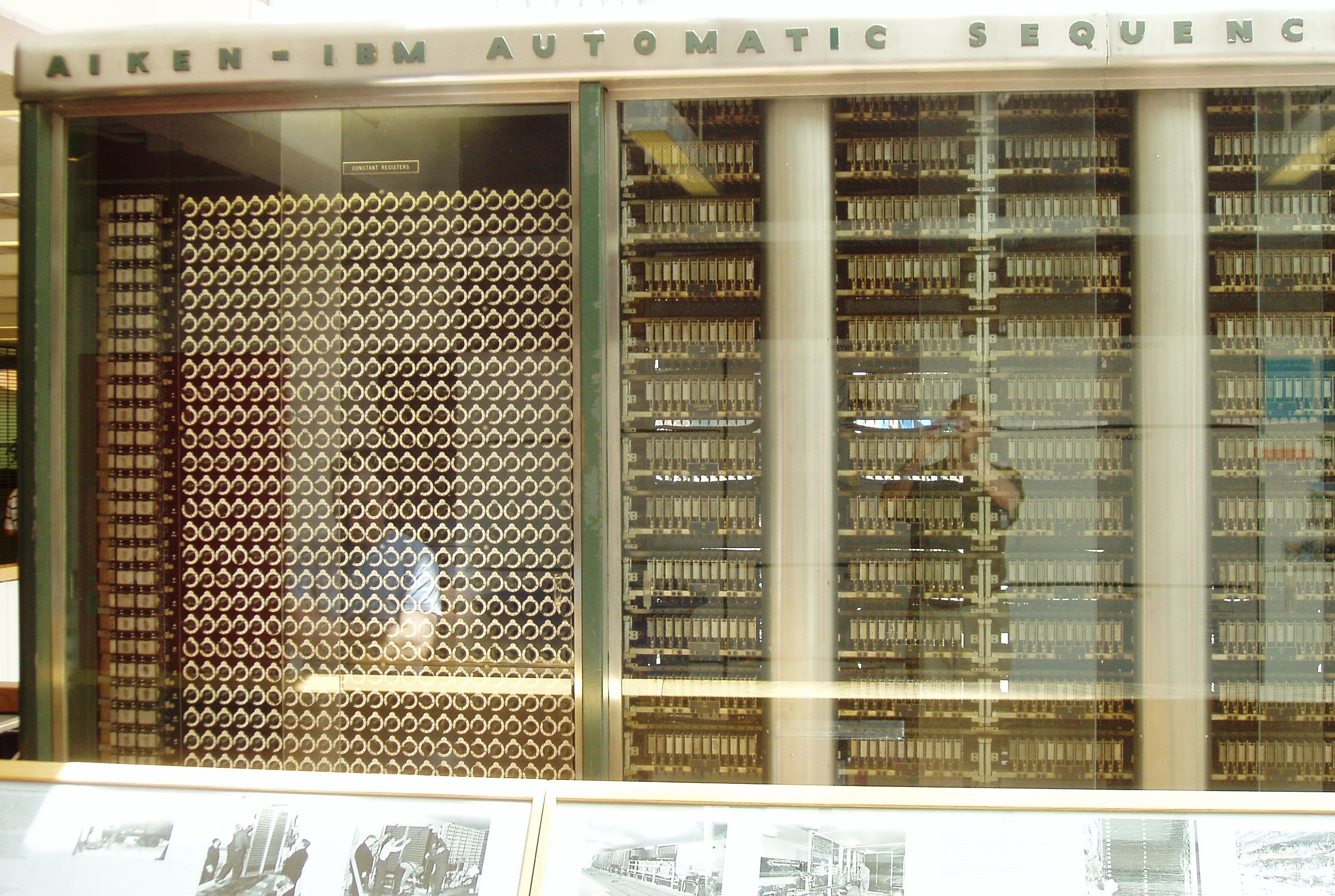
«Гарвардский Марк I»

- 25 января — полное солнечное затмение[1].
- 9 февраля — затмение в экваториальной зоне Земли — прохождение Луны через центральную зону тени (фаза −0,54)[2].
- 6 июля — затмение в экваториальной зоне Земли — прохождение Луны через центральную зону тени (фаза −0,44)[2].
- 20 июля — кольцеобразное солнечное затмение[1].
- 4 августа — затмение в южном полушарии — прохождение Луны через южную зону тени (фаза −0,49)[2].
- 7 августа — официально запущен первый американский программируемый компьютер Марк I.
- 8 сентября — первый боевой запуск одноступенчатой баллистической ракеты Фау-2.
- 3 декабря — вышло постановление ГКО СССР № 7069сс «О неотложных мерах по обеспечению развертывания работ, проводимых Лабораторией № 2 АН СССР». Все работы по атомному проекту были сконцентрированы в Москве, где была выделена земля для строительства корпусов лаборатории. Всё руководство проекта было замкнуто на Л. П. Берии[3].
- 29 декабря — затмение в южном полушарии — прохождение Луны через южную зону тени (фаза −0,02)[2].

## Достижения человечества

### Открытия
- В Металлургической лаборатории Чикагского университета Гленн Сиборг с коллегами искусственно получили америций.
- Доказана генетическая роль ДНК (Освальд Эвери, Мак Леод и Мак Карти).

### Изобретения
- 6 декабря — первый полёт опытной машины Не-162V1 (Хейнкель He-162 Volksjäger).
- 8 июля — выпуск первого автомобиля ЗИС-5B на заводе УралЗИС.

### Новые виды животных
- Животные, описанные в 1944 году

## Награды
- Нобелевская премия
  - Физика — Исидор Айзек Раби — «За резонансный метод измерений магнитных свойств атомных ядер».
  - Химия — Отто Ган — «За открытие расщепления тяжёлых ядер».[4]
  - Медицина и физиология — Джозеф Эрлангер — «За открытия, имеющие отношение к высокодифференцированным функциям отдельных нервных волокон».
- Медаль имени Макса Планка
  - Вальтер Коссель

## Родились
- 6 января — Рольф Мартин Цинкернагель, швейцарский иммунолог, лауреат Нобелевской премии по физиологии и медицине 1996 года.
- 20 февраля — Павел Рафаэлович Амнуэль, советский и израильский физик, писатель.
- 4 марта — Харви Постлтуэйт, британский инженер.
- 19 апреля — Джеймс Джозеф Хекман, американский экономист, лауреат Нобелевской премии 2000 года.
- 6 июня — Филлип Эллен Шарп, американский генетик и молекулярный биолог, Нобелевская премия по физиологии и медицине 1993 года.
- 13 июля — Эрно Рубик, венгерский изобретатель, изобрёл Кубик Рубика.
- 31 июля — Роберт Кархарт Мертон, американский экономист, лауреат Нобелевской премии по экономике 1997 года.
- 2 октября — Вернор (Вернон) Виндж, американский математик и писатель-фантаст.
- 9 декабря — Михаил Борисович Пиотровский, учёный-востоковед. Директор Эрмитажа.

## Скончались
- 11 января — Джон Уолтер Кристи, американский конструктор, инженер и изобретатель.
- 20 января — Джеймс Маккин Кеттел, американский психолог.
- 25 июля — Якоб фон Икскюль, биолог, зоопсихолог и философ.
- 23 октября — Чарлз Гловер Баркла, английский физик.
- 1 ноября — Шарль Диль, французский историк.
- 5 ноября — Алексис Каррель, французский хирург, биолог и патофизиолог.
- 22 ноября:
  - Артур Стэнли Эддингтон, английский астрофизик.
  - Глеб Евгеньевич Котельников, изобретатель авиационного ранцевого парашюта.